# Бракано (Мачерата)
Бракано (итал. Braccano) насеље је у Италији у округу Мачерата, региону Марке.
Према процени из 2011. у насељу је живело 106 становника. Насеље се налази на надморској висини од 455 м.